# Gazalbide
Gazalbide és un barri de la ciutat de Vitòria (Àlaba). Té una població de 2.595 habitants (2008). Es troba al nord-oest de la ciutat. Limita al nord amb el barri d'Arriaga-Lakua, a l'est amb Pilar i al sud amb Txagorritxu.

## Història
El polígon de Gazalbide va ser edificat entre els anys 1974 i 1976, sent la primera promoció del patrimoni municipal del sòl. Va ser construïda per una promotora municipal en col·laboració amb les caixes d'estalvi alabeses. El barri està format per torres d'apartaments i té un caràcter exclusivament residencial amb nombroses zones verdes.

## Equipaments
- Conservatori Municipal Jesús Guridi
- Col·legi Públic d'Educació Infantil i Primària Luis Dorao
- Residència d'ancians "Hermanitas de los Pobres".
- Institut Concertat San Viator
- CENTRE COMERCIAL GAZALBIDE
- Poliesportiu San Andrés

## Transport
| Línia    | Nom                         | Destí Sentit Anada                             | Destí Sentit Tornada                           | Estacions a Gazalbide                 |  |
| -------- | --------------------------- | ---------------------------------------------- | ---------------------------------------------- | ------------------------------------- |  |
| Línia 2B | Periférica                  | Circular. Sentit contrari agulles del rellotge | Circular. Sentit contrari agulles del rellotge | Jose Atxotegi/ Hospital Txagorritxu   |  |
| Línia 2A | Periférica                  | Circular. Sentit de les agulles del rellotge   | Circular. Sentit de les agulles del rellotge   | Jose Atxotegi 22                      |  |
| Línia 1  | CIRCULAR                    | Circular. Sentido de las agujas del reloj      | Circular. Sentit de les agulles del rellotge   | Honduras                              |  |
| Línia 8  | UNIBERTSITATEA              | Circular. Sentit contrari agulles del rellotge | Circular. Sentit contrari agulles del rellotge | Honduras                              |  |
| Línia 1  | Tramvia de Vitòria. Línea 1 | Angulema                                       | Ibaiondo (Vitòria)                             | Txagorritxu, Euskal Herria y Honduras |  |
| Línia 2  | Tramvia de Vitòria Línea 2. | Angulema                                       | Abetxuku                                       | Honduras                              |  |

El Tramvia rodeja el barri, amb les parades de Txagorritxu, Boulevard de Euskal Herria y Honduras, situada entre el barri i El Pilar apropant-lo al Centre, Abetxuku i Arriaga-Lakua.